# Alsophila hirsutaria
Alsophila hirsutaria là một loài bướm đêm trong họ Geometridae.